# Сидоровка (Рязанская область)
Сидоровка — деревня в Рыбновском районе Рязанской области. Входит в Истобниковское сельское поселение.

## География
Находится в западной части Рязанской области на расстоянии приблизительно 3 км на север-северо-восток по прямой от железнодорожного вокзала в городе Рыбное.

## История
Показана была еще на карте 1797 года. На карте 1850 года показана как поселение с 20 дворами. В 1859 году здесь (тогда деревня Рязанского уезда Рязанской губернии) был учтен 21 двор, в 1897 — 40.

## Население
Численность населения: 198 человек (1859 год), 212 (1897), 272 в 2002 году (русские 95 %), 240 в 2010.